# Michel Lemoine
Pour les articles homonymes, voir Lemoine.
Michel Lemoine est un acteur et réalisateur français, né le 30 septembre 1922 à Pantin et mort le 27 juillet 2013 à Sancerre.

## Biographie
Michel Lemoine fait ses débuts au cinéma à la fin des années 1940. On le trouve notamment dans des films de Sacha Guitry ou de Julien Duvivier. Son physique lui donne la possibilité de remplir l'emploi de jeune premier romantique mais aussi d'incarner des personnages mystérieux et inquiétants. Tout au long des années 1960, il tourne beaucoup en Italie, dans des péplums, des westerns spaghetti et dans des films fantastiques. Il travaille aussi pour Jess Franco et pour José Bénazéraf. Dans les années 1970, on le voit essentiellement dans des films érotiques.
Il passe derrière la caméra pour des films où l'érotisme se mêle au drame, ou la comédie. Si ses films ne recueillent pas l'adhésion de la critique, on lui reconnaît néanmoins des qualités de technicien. Les Désaxées, sa première réalisation a, selon ses dires, de forts accents autobiographiques. Il fait d'ailleurs souvent tourner Janine Reynaud, son épouse, aux côtés de ses interprètes favorites, Martine Azencot, Nathalie Zeiger ou Marie-Hélène Règne. Il réunit à l'affiche des Confidences érotiques d'un lit trop accueillant des acteurs plus « solides » comme Olga Georges-Picot, Marie-Georges Pascal, Sacha Briquet ou Michel Le Royer et Bruno Devoldère, comédiens du « Français ».
En 1976, son film Les Week-ends maléfiques du Comte Zaroff est interdit de sortie en salles, la censure française voyant dans ce long-métrage d'épouvante une « incitation au meurtre ».
Il se tourne alors sans enthousiasme vers la réalisation de films pornographiques qu'il signe le plus souvent du pseudonyme de Michel Leblanc et fait d'Olinka Hardiman une vedette du X (Marilyn, mon amour).
Il délaisse le métier d'acteur et ne refait, dans les années 1990, que des apparitions sporadiques dans des films assez confidentiels.
Retiré à Vinon dans le Cher, il y est inhumé le 1er août 2013.

## Filmographie

### Comme réalisateur
- 1970 : Comme il est court le temps d'aimer (Wie kurz ist die zeit zu lieben) de Pier A. Caminnecci (coréalisateur, non crédité)
- 1972 : Les Désaxées
- 1973 : Les Chiennes / Le Manoir aux louves
- 1973 : Les Confidences érotiques d'un lit trop accueillant / Les Frôleuses
- 1974 : Les petites saintes y touchent / Jeunes filles en extase
- 1976 : Les Week-ends maléfiques du Comte Zaroff / Sept filles pour un sadique
- 1978 : Excitation au soleil / Viens, je suis chaude
- 1978 : Cuissardes
- 1978 : Tire pas sur mon collant (+ scénario)
- 1978 : Langues profondes
- 1979 : Viens, je suis chaude
- 1980 : Contes pervers / Les Filles de Madame Claude de Régine Deforges (coréalisateur, non crédité)
- 1981 : L'Amour aux sports d'hiver / Alice... tu glisses
- 1982 : Desire under the sun
- 1983 : Ardeurs d'été
- 1984 : Neige brûlante / Neiges brûlantes / La Vénus des neiges [ce dernier titre, intitulé de la version érotique, est parfois repris aussi par certaines éditions pour la version pornographique] (+ scénario)
- 1984 : Rosalie se découvre / L'Initiation de Rosalie / Rosalie, ou la débauche d'une adolescente (+ scénario)
- 1984 : La Maison des mille et un plaisirs
- 1984 : Mobilhome girls
- 1985 : Je t'offre mon corps
- 1985 : Marilyn, mon amour
- 1986 : Échange de femmes pour le week-end
- 1986 : L'Été les petites culottes s'envolent / Prenez moi !
- 1986 : Le Retour de Marilyn
- 1987 : L'Île des jouissances sauvages / L'Île des jouissances perverses / Voluptés aux Canaries
- 1987 : La Déchaînée / Slips fendus et porte-jarretelles
- 2010 : La vierge au pays des trolls / String tendus et Plaisirs Perdus

### Comme acteur

#### Cinéma
- 1947 : Après l'amour de Maurice Tourneur
- 1948 : Le Diable boiteux de Sacha Guitry
- 1949 : Le Trésor de Cantenac de Sacha Guitry
- 1950 : Julie de Carneilhan de Jacques Manuel
- 1950 : Les Aventuriers de l'air de René Jayet
- 1950 : Brigade volante (Il bivio) de Fernando Cerchio
- 1952 : La Fête à Henriette de Julien Duvivier
- 1952 : Lettre ouverte d'Alex Joffé
- 1955 : Le Village magique de Jean-Paul Le Chanois
- 1955 : Milord l'Arsouille d'André Haguet
- 1959 : Le Miroir aux alouettes (Costa Azzurra) de Vittorio Sala
- 1959 : Suspense au Deuxième Bureau de Christian de Saint-Maurice
- 1960 : Les filles sèment le vent de Louis Soulanes
- 1960 : Il suffit d'aimer de Robert Darène
- 1961 : La Vengeance du masque de fer (La vendetta della maschera di ferro) de Francesco Di Leo
- 1962 : Le Monstre aux yeux verts (I pianeti contro di noi) de Romano Ferrara
- 1962 : L'Éternité pour nous de José Bénazéraf
- 1963 : Le Concerto de la peur de José Bénazéraf
- 1963 : La Porteuse de pain de Maurice Cloche
- 1963 : Le Sabre de la vengeance (I diavoli di Spartivento) de Leopoldo Savona
- 1963 : Hercule contre Moloch (''La conquista di Mecene) de Giorgio Ferroni
- 1964 : Arizona Bill (La strada per Fort Alamo) de Mario Bava
- 1964 : Les Possédées du démon (Delitto allo specchio) d'Ambrogio Molteni et Jean Josipovici
- 1965 : Les Plaisirs dangereux (Una voglia da morire) de Duccio Tessari
- 1965 : Mission spéciale à Caracas de Raoul André
- 1965 : Les Criminels de la galaxie (I criminali della galassia) d'Antonio Margheriti
- 1965 : La Guerre des planètes (I diafanoidi vengono da Marte) d'Antonio Margheriti
- 1965 : Agent 3S3, massacre au soleil (Agente 3S3, massacro al sole) de Sergio Sollima
- 1966 : Joe Caligula de José Bénazéraf
- 1966 : La Femme perdue (La mujer perdida) de Tulio Demicheli
- 1968 : Les Yeux verts du diable (Necronomicon - Geträumte Sünden) de Jesús Franco
- 1968 : Più tardi Claire, più tardi... de Brunello Rondi
- 1967 : El caso de las dos bellezas de Jesús Franco
- 1967 : Bésame, monstruo (Rote Lippen - Küss mich, monster) de Jesús Franco
- 1967 : Le Château des passions sanglantes (Im Schloß der blutigen Begierde) d'Adrian Hoven
- 1968 : Une corde, un colt de Robert Hossein
- 1969 : Comme il est court le temps d'aimer (Wie kurz ist die zeit zu lieben) de Pier A. Camminecci (+ coréalisation)
- 1970 : Je suis une nymphomane de Max Pécas
- 1970 : La Débauche ou les amours buissonnières de Jean-François Davy
- 1971 : Le Retour du gladiateur le plus fort du monde (Il ritorno del gladiatore più forte del mondo) de Bitto Albertini
- 1971 : Frustration de José Bénazéraf
- 1972 : Les Désaxées (+ réalisation)
- 1972 : Les Chiennes (+ réalisation)
- 1973 : Les Confidences érotiques d'un lit trop accueillant (+ réalisation)
- 1974 : L'Appel de Tilda Thamar (+ scénario et dialogues)
- 1974 : Le Seuil du vide de Jean-François Davy
- 1974 : Les Petites Saintes y touchent (+ réalisation)
- 1974 : L'Amour aux trousses de Jean-Marie Pallardy
- 1975 : Rêves pornos de Max Pécas : (images d'archives)
- 1975 : Séquences interdites de José Bénazéraf
- 1976 : Les Week-ends maléfiques du Comte Zaroff (+ réalisation)
- 1990 : Full fathom five de Carl Franklin
- 1995 : Le Syndrome d'Edgar Poe de Norbert Moutier
- 1997 : Marquis de Slime de Quélou Parente (court-métrage)

#### Télévision
- 1977 : Un crime de notre temps de Gabriel Axel

## Théâtre
- 1946 : Des souris et des hommes de John Steinbeck, adaptation de Marcel Duhamel, mise en scène de Paul Oettly, Théâtre Édouard VII
- 1949 : Pauline ou L'Écume de la mer de Gabriel Arout, Théâtre des Célestins
- 1952 : Le Préféré de Renée Delamarre, mise en scène Michel Lemoine, Théâtre Charles de Rochefort
- 1954 : La Corde de Patrick Hamilton, mise en scène Jean Darcante, Théâtre des Célestins, tournée Herbert-Karsenty
- 1957 : Marie Tudor de Victor Hugo, mise en scène Jean Vilar, Théâtre des Célestins